# 本郷町 (瀬戸市)
本郷町（ほんごうちょう）は、愛知県瀬戸市水野連区の町名。丁番を持たない単独町名である。

## 地理
- 瀬戸市西部に位置する[8]。西を尾張旭市大字新居・瀬戸市みずの坂・北みずの坂、北を十軒町・内田町、東を中水野町・小田妻町・ふじの台・ききょう台、南をはぎの台・ひまわり台と隣接している[8]。
- 愛知環状鉄道中水野駅に近く、国道沿いには銀行やほうろう鍋・皿製造の大手企業が立地している[8]。
- 開発公社による水野地区開発により町域は大きく変貌し、現在は、北の大地域と南の小地域及びそれを繋ぐ市道が町域となっている[注釈 2]。

### 河川
- 水野川[8] ： 町の北部、内田町との町境を北流している。
- 唐沢川（水野川支流） ： 町の北東部、中水野町との町境を北流し、水野川に注ぎ込んでいる。
- 海老弦川（唐沢川支流） ： 町の北東部、ふじの台との町境付近を北流し、唐沢川に注ぎ込んでいる。

- 水野川（本郷町・内田町境）
- 唐沢川（本郷町・中水野町境）
- 水野川と唐沢川の合流点[注釈 3]

### 学区
市立小・中学校に通う場合、学区は以下の通りとなる。また、公立高等学校普通科に通う場合の学区は以下の通りとなる。
| 番・番地等     | 小学校             | 中学校             | 高等学校 |
| -------------- | ------------------ | ------------------ | -------- |
| 1,5〜7番       | 瀬戸市立西陵小学校 | 瀬戸市立水野中学校 | 尾張学区 |
| 上欄を除く区域 | 瀬戸市立水野小学校 | 瀬戸市立水野中学校 | 尾張学区 |

## 歴史
江戸期には集落は水野川右岸にあったが、明和4年の洪水で海老づるヶ根のふもとに移転したのが現在の本郷のもととされる

### 町名の由来
この地域の古くからの字名を郷島と言っていた。水野村と瀬戸市が合併し町名設定をする際、水野村の水と郷島の郷を採って水郷町にしようとしたが、これでは湿地帯のイメージが強くなるため、本郷町としたとされる。

### 沿革
- 1964年（昭和39年）10月1日 - 瀬戸市大字中水野戸口の一部と同市大字下水野字郷島・麻畑・建場の各全域及び字海老弦・井之口の各一部により、同市本郷町として成立[2]。
- 1981年（昭和56年）6月6日 - 十軒町・小田妻町との間で境界変更を行う[13]。
- 2007年（平成19年）5月12日 - 町域の一部が北みずの坂1〜2丁目・みずの坂1〜5丁目となり、ききょう台2・3丁目とはぎの台4丁目の一部を編入する[14][15]。

## 世帯数と人口
2024年（令和6年）1月1日現在の世帯数と人口は以下の通りである。
| 町丁   | 世帯数  | 人口    |
| ------ | ------- | ------- |
| 本郷町 | 524世帯 | 1,232人 |

### 人口の変遷
国勢調査による人口の推移
| 1995年（平成7年）  | 1,080人 | [ 16 ] |  |
| 2000年（平成12年） | 2,327人 | [ 17 ] |  |
| 2005年（平成17年） | 3,224人 | [ 18 ] |  |
| 2010年（平成22年） | 1,339人 | [ 19 ] |  |
| 2015年（平成27年） | 1,306人 | [ 20 ] |  |
| 2020年（令和2年）  | 1,269人 | [ 21 ] |  |

### 世帯数の変遷
国勢調査による世帯数の推移。
| 1995年（平成7年）  | 344世帯 | [ 16 ] |  |
| 2000年（平成12年） | 718世帯 | [ 17 ] |  |
| 2005年（平成17年） | 981世帯 | [ 18 ] |  |
| 2010年（平成22年） | 461世帯 | [ 19 ] |  |
| 2015年（平成27年） | 467世帯 | [ 20 ] |  |
| 2020年（令和2年）  | 504世帯 | [ 21 ] |  |

## 交通

### 鉄道
町内に鉄道は走っていない。最寄り駅は愛知環状鉄道・愛知環状鉄道線中水野駅になる。

### バス
名鉄バス「水野循環線」
- 【20】【21】【22】【23】陶生病院 - 瀬戸市民公園 - 中水野駅 - 水野団地 - 新瀬戸駅 - 陶生病院 系統

名鉄バス「みずの坂線」
- 【25】【26】陶生病院 - 新瀬戸駅 - 水野団地 - 北みずの坂 - 中水野駅 系統

以上、2路線6系統共通 ： 本郷町バス停・ふじの台西バス停
瀬戸市コミュニティバス「下半田川線」
- 陶生病院 - 中水野駅 - 定光寺公園 - 妻之神 系統 ： 本郷町バス停・十軒家バス停（陶生病院方面乗り場）

瀬戸市コミュニティバス「曽野線」
- 新瀬戸駅 - 中水野駅 - 曽野 - しなのバスセンター 系統 ： 本郷町バス停

- 本郷町バス停（名鉄バス）
- 本郷町バス停（コミュニティバス）

### 道路
- 国道155号[8] ： 町の北部を南北に通っている。

## 施設
- 愛知県立瀬戸北総合高等学校 ： 1984年（昭和59年）4月に愛知県立瀬戸北高等学校として開校し、2009年（平成21年）4月に総合学科に改変されたことを機に、2011年（平成23年）4月より、現校名に改称[22]。令和5年度入試では、Aグループに属し、募集人員240人に対して328人が志願し、合格者数は180人だった[23]。2022年（令和4年）5月1日現在の生徒数は609人、教職員数は64人[24]。
- 瀬戸信用金庫 水野支店[8] ： 金融機関（店舗）コードは1554（009）[25]。窓口は平日のみ、ATMは土日祝も営業[25]。
- 中日新聞 水野西専売店 西垣新聞店
- はなみずき広場 ： 町の北部にある小さな公園。コンビネーション遊具とスプリング遊具がある。

- 瀬戸信用金庫 水野支店

## その他

### 日本郵便
- 郵便番号 ： 489-0906[6]（集配局：瀬戸郵便局[26]）。